# Eriogonum pondii
Eriogonum pondii är en slideväxtart som beskrevs av Edward Lee Greene. Eriogonum pondii ingår i släktet Eriogonum och familjen slideväxter. Inga underarter finns listade i Catalogue of Life.